# 鲁珀特之泪

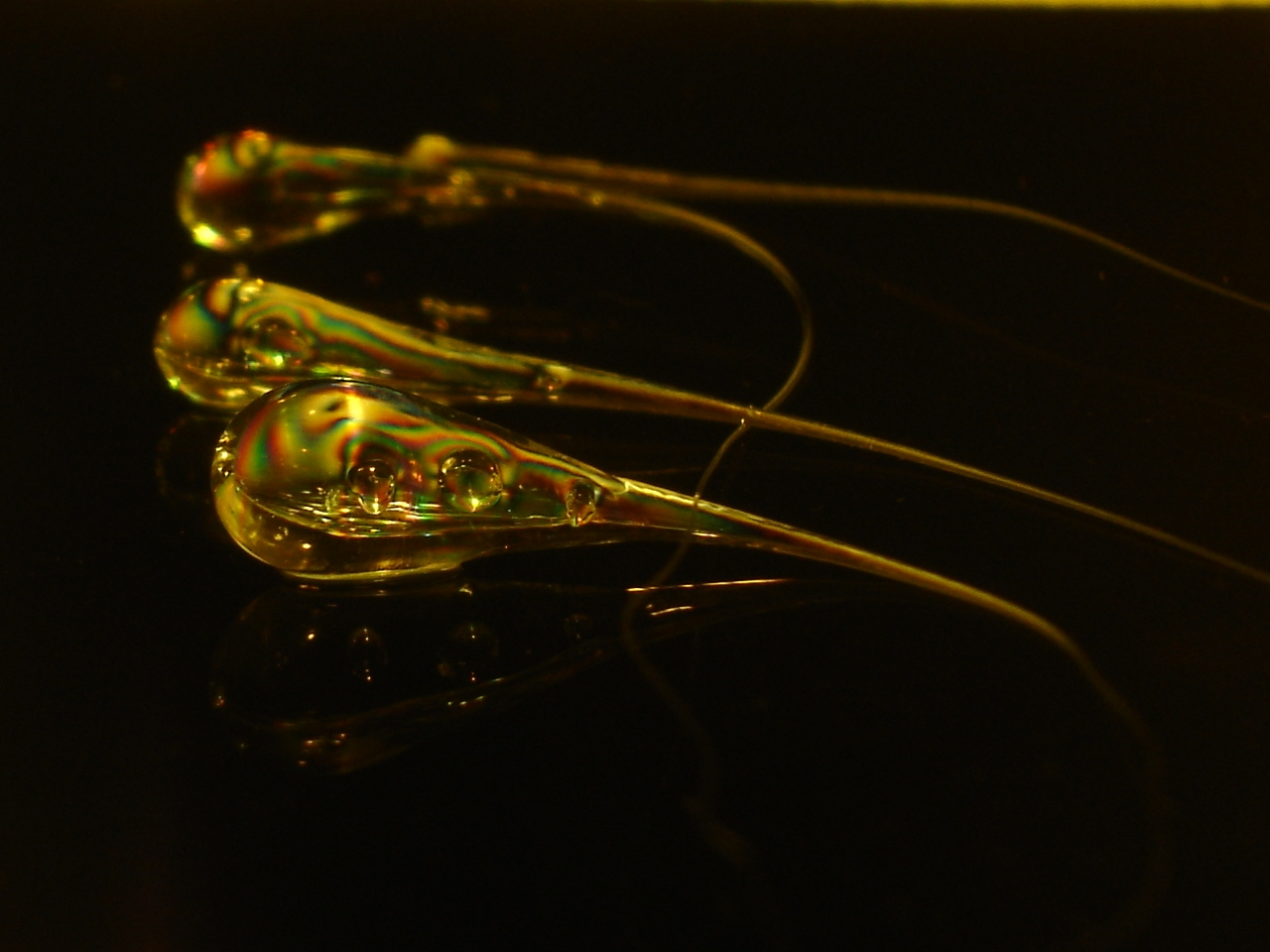
鲁珀特之泪

魯珀特之淚（英語：Prince Rupert's Drop；直译為「鲁珀特王子之滴」）、或鲁伯特水滴，又被称為荷兰泪（英語：Dutch tears），以萊茵河的魯珀特親王名字命名。是将熔化的玻璃靠重力自然滴入冰水中，就会形成这些如同蝌蚪状的玻璃泪滴。
这种玻璃有着奇妙的物理特性：泪珠本身就和实心玻璃没什么两样，然而如果挤压，锤击，甚至用手槍子彈射擊这种玻璃，它都安然无恙；然而，若是抓住其纤细的尾巴、稍微施加一些压力，那么整颗玻璃泪就会瞬间爆裂四溅、彻底粉碎。

## 歷史
17世紀，英國鲁伯特王子把熔化的玻璃液滴進水內造成玻璃珠。這種淚滴形的玻璃非常堅硬，就算以槌敲打也不會破碎。但是只要把玻璃滴尾部弄破，它便會突然爆碎成粉末。這種玩意還被帶到朝庭上，用來戲弄人，稱為鲁伯特水滴。

## 原理
鲁珀特之泪碎裂的原理叫做“裂纹扩展”，源于其内部不均衡的压力：当熔化的玻璃滴入冰水中时，玻璃表面迅速冷却形成外壳，而壳下的玻璃还仍然是液态。等到核心的玻璃也冷却凝结时，由于体积变化，液态的玻璃自然而然地向着已经是固态的外壳收缩，导致靠近表面的玻璃受到很大的压应力、而核心位置则被拉扯向四周，受到拉应力。
当尾部遭到破坏时，这些残余应力迅速释放出来，使得裂纹瞬间传遍全体、支离破碎。据高速摄影技术观测，其裂纹的传递速度可达秒速1,450米至1,900米。
它可以说是钢化玻璃的一种。

## 延伸阅读
- Albergotti, Clifton. . The Physics Teacher. 1989, 27 (7): 530–2. Bibcode:1989PhTea..27..530A. doi:10.1119/1.2342858.